# Diario Constitucional
El Diario Constitucional es un periódico digital y portal de noticias chileno fundado en 2010 especializado en derecho público de dicho país, con especial énfasis en todo lo referente a la Constitución Política de Chile.
La plataforma es utilizada por otros medios como una publicación especializada y fidedigna en lo que respecta a sentencias del Poder Judicial de Chile y a los diferentes procesos constituyentes que ha experimentado el país.

## Historia
El diario fue fundado a mediados de 2010 por un grupo de cuatro profesores de derecho constitucional de Chile, conformado por Luz Bulnes Aldunate, Alberto Naudon del Río, Emilio Pfeffer Urquiaga y Mario Verdugo Marinkovic, con el propósito de reunir las noticias vinculadas al derecho público chileno: sentencias, dictámenes, proyectos de reforma constitucional o proyectos de ley, así como otras acciones del Tribunal Constitucional y de la Corte Suprema de Chile, entre otros temas, tanto a nivel nacional como internacional, y especialmente relacionadas con Chile. 
Entre sus columnistas permanentes, destacan Francisco Bartolucci, Jorge Precht, Luis Silva Irarrázaval, José Antonio Viera-Gallo, entre otros.
En 2011, el diario firmó un convenio con el Centro de Estudios Constitucionales y Administrativos de la Universidad Mayor, donde realizan colaboraciones conjuntas en el área de la investigación, difusión de información, actividades académicas y de participación ciudadana (coloquios, conferencias, congresos, etc.).
En 2021 y como parte del análisis al proceso constituyente dirigido por la Convención Constitucional, el diario publicó junto a Microjuris el Reporte Constituyente, una serie de 67 publicaciones con información jurídica relacionada y de acceso gratuito. Para la misma instancia y como parte de su línea editorial, el diario organizó una serie de Foros Constitucionales moderados por su editor y bajo la modalidad de videoconferencia, donde participaron expertos en derecho chileno asociados a asuntos de constitucionalismo.

## Comité editorial
El comité editorial del diario está compuesto por siete integrantes, entre quienes destacan el propio director del diario, profesor Emilio Pfeffer Urquiaga y la abogada Clara Szczaranski Cerda. A ellos se suman los académicos Alberto Naudon, Enrique Navarro y Neville Blanc; el director de la Escuela de Derecho de la Universidad Mayor, Felipe Meléndez Ávila, y la directora de la Escuela de Periodismo de dicha casa de estudios, María José Labrador.